# Liste der Kulturdenkmäler in Schmidthachenbach
In der Liste der Kulturdenkmäler in Schmidthachenbach sind alle Kulturdenkmäler der rheinland-pfälzischen Ortsgemeinde Schmidthachenbach aufgeführt. Grundlage ist die Denkmalliste des Landes Rheinland-Pfalz (Stand: 12. Juni 2023).

## Einzeldenkmäler
| Bezeichnung              | Lage              | Baujahr         | Beschreibung | Bild                           |
| ------------------------ | ----------------- | --------------- | --- | ------------------------------ |
| Hofanlage                | Bachweg 6 Lage    | 19. Jahrhundert | Parallelhof, 19. Jahrhundert                                                                                           | BW                             |
| Evangelisches Pfarrhaus  | Bergstraße 5 Lage | 1912/13         | Krüppelwalmdachbau, Reformarchitektur, 1912/13, Architekt Friedrich Otto, Kirn                                         | BW                             |
| Hofanlage                | Kirchpfad 4 Lage  | 1872            | hakenförmiges Wirtschaftsgebäude, sandsteingegliederter Brekziebau, Scheune bezeichnet 1872, Stallteil bezeichnet 1883 | BW                             |
| Evangelische Pfarrkirche | Kirchpfad 8 Lage  | 1848            | Saalbau, Rundbogenstil, 1848; Glockenturm, 1903, Architekt August Senz, Düsseldorf; Stumm-Orgel, 1852                  | weitere Bilder Fotos hochladen |
| Wasserbehälter           | Talstraße Lage    | 1911            | Pumpenhaus mit Lambachpumpe, Quellfassung, Brunnenstube, Hochbehälter, Triebwassersammelschacht, 1911                  | BW                             |